# Władcy Persji

## Starożytny Iran

### Medowie
- 700 p.n.e. – 678 p.n.e. Dejokes
- 678 p.n.e. – 625 p.n.e. Fraortes
- interregnum scytyjskie
- 625 p.n.e. – 585 p.n.e. Kyaksares
- 585 p.n.e. – 550 p.n.e. Astyages

### Achemenidzi
- 700 p.n.e. – 675 p.n.e. Achemenes
- 675 p.n.e. – 640 p.n.e. Teispes

| Starsza linia | Młodsza linia                                                    |
| --- | ---------------------------------------------------------------- |
| - Cyrus I 640 p.n.e. – 600 p.n.e. - Kambyzes I 600 p.n.e. – 559 p.n.e. - Cyrus II Wielki 559 p.n.e. – 550 p.n.e. | - Ariaramnes 640 p.n.e. – ok. 595 p.n.e. - Arsames? – 550 p.n.e. |

- 550 p.n.e. – 529 p.n.e. Cyrus II Wielki
- 529 p.n.e. – 522 p.n.e. Kambyzes II
- 521 p.n.e. Bardija
- 521 p.n.e. – 486 p.n.e. Dariusz I Wielki
- 486 p.n.e. – 465 p.n.e. Kserkses I
- 464 p.n.e. – 425 p.n.e. Artakserkses I
- 425 p.n.e. Kserkses II
- 425 p.n.e. – 424 p.n.e. Sogdianos
- 423 p.n.e. – 404 p.n.e. Dariusz II
- 404 p.n.e. – 358 p.n.e. Artakserkses II
- 358 p.n.e. – 338 p.n.e. Artakserkses III
- 338 p.n.e. – 336 p.n.e. Arses (Artakserkses IV)
- 336 p.n.e. – 330 p.n.e. Dariusz III

### Epokahellenistyczna

#### Argeadzi
- 330 p.n.e. – 323 p.n.e. Aleksander Macedoński
- 323 p.n.e. – 317 p.n.e. Filip III Macedoński
- 323 p.n.e. – 310 p.n.e. Aleksander IV Macedoński

#### Seleucydzi
- 311 p.n.e. – 280 p.n.e. Seleukos I Nikator
- 280 p.n.e. – 260 p.n.e. Antioch I Soter
- 260 p.n.e. – 245 p.n.e. Antioch II Theos
- 245 p.n.e. – 225 p.n.e. Seleukos II Kallinikos
- 225 p.n.e. – 222 p.n.e. Seleukos III Keraunos
- 222 p.n.e. – 186 p.n.e. Antioch III Wielki
- 186 p.n.e. – 174 p.n.e. Seleukos IV Filopator
- 174 p.n.e. – 162 p.n.e. Antioch IV Epifanes

### Partowie
- Arsakes I (247 – ok. 217 p.n.e.)
- Arsakes II (217–191 p.n.e.)
- Priapatius (191–176 p.n.e.)
- Fraates I (176–171 p.n.e.)
- Mitrydates I (171–138 p.n.e.)
- Fraates II (138–128 p.n.e.)
- Artabanus I (128–124 p.n.e.)
- Mitrydates II Arsacyda (124–87 p.n.e.)
- Gotarzes I (91 – ok. 80 p.n.e.)
- Orodes I (ok. 80 – ok. 77 p.n.e.)
- Sinatruces (ok. 77 – ok. 70 p.n.e.)
- Fraates III (70–58 p.n.e.)
- Mitrydates III (58–57 p.n.e.)
- Orodes II (57–37 p.n.e.)
- Pakorus I (ok. 39–38 p.n.e.) (wspólnie z ojcem Orodesem II)
- Fraates IV (37–30 p.n.e.)
- Tiridates I (30–29 p.n.e.)
- Fraates IV (29–28 p.n.e.)
- Tiridates I (28–26 p.n.e.)
- Fraates IV (26–2 p.n.e.)
- Fraates V (2 p.n.e.-4 n.e.)
- Orodes III (4–6)
- Wonones I (8/9–11/12)
- Artabanus II (10/11–38)
- Gotarzes II (38–51)
- Wardanes I (39–47)
- Wologazes I (51–78)
- Wologazes II (77–80)
- Pakorus II (78–79)
- Artabanus III (79–81)
- Pakorus II (81–105)
- Wologazes III (105–147)
- Osroes I (109–129)
- Partamaspates (116)
- Mitrydates IV (129–140)
- Wologazes IV (147–191)
- Wologazes V (191–208)
- Wologazes VI (208–228)
- Artabanus IV (216–224)

### Sasanidzi
- Ardaszir I 220–241
- Szapur I 241–272
- Hormizd I 272–273
- Bahram I 273–276
- Bahram II 276–293
- Bahram III 293
- Narses 293–302
- Hormizdas II 302–309
- Szapur II 309–379
- Ardaszir II 379–383
- Szapur III 383–388
- Bahram IV 388–399
- Jezdegerd I 399–420
- Bahram V 420–438
- Jezdegerd II 438–457
- Hormizd III 457–459
- Peroz I 459–484
- Balasz 484–488
- Kawad I 488–496
- Zamasp 496–498
- Kawad I 498–531
- Chosrow I Anoszirwan 531–579
- Hormizd IV 579–590
- Chosrow II Parwiz 590, 590–628
- Bahram VI (590–591)
- Wisztam (591–592)
- Hormizdas V 593
- Kawad II 628
- Ardaszir III 628–630
- Szarbaraz 630
- Chosroes III 630
- Buran 630–631
- Peroz II 631
- Azarmedukht 631
- Chosroes IV 631
- Chosroes V 631
- Hormizdas VI 631–632
- Jezdegerd III 632–651

## Iran średniowieczny

### Panowanie arabskie
- Umajjadzi 661–750
- Abbasydzi 750–872

### TahirydziwChorasanie
- Tahir Ibn al-Husajn 821–822
- Talha Ibn Tahir 822–828
- Abd Allah Ibn Tahir 828–844
- Tahir Ibn Abd Allah 844–862
- Muhammad Ibn Tahir 862–872

### Samanidzi
- Nuh Ibn Asad (819–841) (w Samarkandzie)
- Iljas Ibn Asad (819–856) (w Heracie)
- Ibrahim Ibn Iljas (856–867) (w Heracie) (w 867 Herat został zajęty przez Jakuba Ibn Lajsa)
- Jahja Ibn Asad (819–855) (w Czaczu, od 841 wspólnie z Ahmadem także w Samarkandzie)
- Ahmad Ibn Asad (819–864) (w Ferganie, od 841 wspólnie z Jahją także w Samarkandzie, po jego śmierci samodzielnie)
- Nasr Ibn Ahmad (864–892) (w Samarkandzie)
- Isma’il Ibn Ahmad (892–907) (w Bucharze, potem zjednoczył wszystkie dominia Samanidów)
- Ahmad Ibn Isma'il (907–914)
- Nasr II Ibn Ahmad (914–943)
- Nuh Ibn Nasr (943–954)
- Abd al-Malik I Ibn Nuh (954–961)
- Mansur Ibn Nuh (961–976)
- Nuh Ibn Mansur (976–997)
- Mansur II Ibn Nuh (997–999)
- Abd al-Malik II Ibn Nuh (999)
- Isma'il Ibn Nuh al-Muntasir (999–1005)

### Saffarydzi
- Jakub Ibn Lajs as-Saffar (867–879)
- Amr Ibn Lajs as-Saffar (878–900)
- Abu al-Hasan Tahir (900–908)
- Lajs Ibn Ali (908–910)
- Abu Ali Muhammad (910–923)
- Abu Dżafar Ahmad (923–963)
- Abu Ahmad Chalf (963–1002)

### Bujidzi

#### FarsiChuzestan
- Imad ad-Daula (934–949)
- Adud ad-Daula (978–983)
- Szaraf ad-Daula (983–990)
- Samsam ad-Daula (990–998)
- Baha ad-Daula (989–1012)
- Sultan ad-Daula (1012–1021)
- Muszarrif ad-Daula (1021–1024)
- Imad ad Daula Abu Kalidżar (1024–1048)
- Al-Malik ar-Rahman (1048–1055)

#### Kerman
- Mu'izz ad-Daula (936–949)
- Adud ad-Daula (949–983)
- Samsam ad-Daula (983–998)
- Baha ad-Daula (998–1012)
- Kawwam ad-Daula (1012–1028)
- Imad ad-Din (1028–1048)
- Abu Mansur (1048–1056)

#### Dżibal
- Imad ad-Daula (932–947)
- Rukn ad-Daula (947–977)

#### HamadaniIsfahan
- Mu'ajjad ad-Daula (977–983)
- Fachr ad-Daula (983–997)
- Szams ad-Daula (997–1021)

#### Rej
- Fachr ad-Daula (977–997)
- Madżd ad-Daula (997–1029)

### Ghaznawidzi
- Alptigin (962–963)
- Abu Ishak Ibrahim (963–966)
- Bilgetigin (966–974/975)
- Böri (975–977)
- Sebüktigin (977–997)
- Ismaʾil Ibn Sebüktigin (997–998)
- Mahmud (998–1030)
- Muhammad (1030–1031)
- Masud Ibn Mahmud (1030–1041)
- Muhammad /po raz drugi/ (1041)
- Maudud Ibn Masud (1041–1050)
- Masud II (1050)
- Baha ad-Daula Ali (1050)
- Izz ad-Daula Abd al-Rashid (1053)
- Kiwam ad-Daula Tughril (1053)
- Dżalal ad-Daula Farruchzad (1053–1059)
- Zahir ad-Daula Ibrahim (1059–1099)
- Ala ad-Daula Masud III (1099–1115)
- Kemal ad-Daula Szirzad (1115)
- Sultan ad-Daula Arslanszah (1115–1118)
- Jamin ad-Daula Bahramszah (1118–1152)
- Mu’izz ad-Daula Chosrowszah (1152–1160)
- Tadż ad-Daula Chosrow Malik (1160–1187)

### Wielcy Seldżucy
- Tughril Beg 1055–1063
- Alp Arslan 1063–1072
- Dżalal ad-Dawlah Malikszah I 1072–1092
- Nasir ad-Din Mahmud I 1092–1094
- Rukn ad-Din Barkijaruk 1092–1104
- Mu’izz ad-Din Malikszah II 1104–1105
- Mohammad Tapar 1104–1118
- Mahmud II 1118–1120 (w Iraku do roku 1131)
- Mu’izz ad-Din Ahmad Sandżar 1118–1157

### Chorezmszahowie
- Anusztigin Gharcza'i (1077–1098)
- Kutb ad-Din Muhammad (1098–1128)
- Ala ad-Din Atsiz (1128–1156)
- Tadż ad-Dunja Il Arslan (1156–1172)
- Dżalal ad-Dunja Sultanszah (1172–1193, panował tylko w Chorasanie.)
- ’Ala ad-Din Tekesz (1172–1200, do 1193 panował tylko w Chorezmie)
- ’Ala ad-Din Muhammad II (1200–1220)
- Dżalal ad-Din Manguberti (1220–1231)

### Ilchanidzi
- Hulagu-chan (1256–1265)
- Abaka (1265–1282)
- Ahmad Tokudar (1282–1284)
- Argun-chan (1284–1291)
- Gajchatu (1291–1295)
- Bajdu (1295)
- Mahmud Ghazan (1295–1304)
- Oldżajtu (1304–1316)
- Abu Sa’id (1317–1335)

### Timurydzi
- Timur Chromy – 1369–1405

w Kabulu
- Pir Mohammad – 1405–1407

w Tabrizie
- Miranszah – 1405–1408

w Samarkandzie
- Chalil Sultan – 1405–1409
- Uług Beg – 1409–1449 (do roku 1447 jako wasal Szahrucha)
- Abd al-Latif – 1449–1450
- Abdallah Mirza – 1450–1451
- Abu Sa’id Mirza – 1451–1469
- Sultan Ahmad – 1469–1494
- Mahmud Sultan – 1494–1495
- Sultan Ma'sud – 1495–1499
- Bajsunkur Mirza – 1495–1497
- Ali Sultan – 1498–1500

w Heracie
- Szahruch 1405–1447 (od 1409 władca zwierzchni wszystkich Timurydów)
- Ala ad-Daula (1447 – 1448)
- Abu al-Kasim Babur – 1448–1457
- Szah Mahmud – 1457
- Sultan Ibrahim – 1457–1459
- Abu Sa’id Mirza – 1459–1469
- Husajn Bajkara – 1469–1506
- Badi az-Zaman i Muzaffar Husajn – 1506–1507

w Ferganie
- Umar Szajch II – 1469–1494
- Babur – 1494–1504

## Iran nowożytny

### Safawidzi
- Isma’il I (1501–1524)
- Tahmasp I (1524–1576)
- Isma’il II (1576–1577)
- Mohammad Chodabande (1577–1587)
- Abbas I Wielki (1587–1629)
- Safi I (1629–1642)
- Abbas II (1642–1666)
- Safi II (1666–1694)
- Sultan Husajn (1694–1722)

### 1722–1729 władza afgańskiej dynastiiHotaki
- Mahmud Chan 1722–1725
- Aszraf Chan 1725–1729

### Safawidzi
- Tahmasp II (1729–1732)
- Abbas III (1732–1736)

### Afszarydzi
- Nadir Szah Afszar (1736–1747)
- Adil Szah (1747–1748)
- Ibrahim Afszar (1748)
- Szahruch Szah (1748–1749) (utracił władzę w 1749, lecz zachował tytuł szacha do 1796)

### Zandowie
- Karim Chan (1750–1779)
- Abu'l Fath Chan Zand (1779)
- Ali Murad Chan (1779)
- Mohammad Ali Chan (1779)
- Sadik Chan (1779–1782)
- Ali Murad Chan (1782–1785)
- Dżafar Chan (1785–1789)
- Lotf Ali Chan (1789–1794)

### Kadżarowie
- Agha Mohammad Chan Kadżar (1794–1797)
- Fath Ali Szah Kadżar (1797–1834)
- Mohammad Szah Kadżar (1834–1848)
- Naser ad-Din Szah Kadżar (1848–1896)
- Mozaffar ad-Din Szah Kadżar (1896–1907)
- Mohammad Ali Szah Kadżar (1907–1909)
- Ahmad Szah Kadżar (1909–1925)

## Iran współczesny

### Pahlawi
| # | Imię                  |          | Lata życia                   | Lata życia                 | Czas rządów      | Czas rządów                | Rodzice                         |
| # | Imię                  | urodzony | zmarł                        | od                         | do               |                            | Rodzice                         |
| - | --------------------- | -------- | ---------------------------- | -------------------------- | ---------------- | -------------------------- | ------------------------------- |
| 1 | Reza Szah Pahlawi     |          | 16 marca 1878 Savadkuh       | 26 lipca 1944 Johannesburg | 15 grudnia 1925  | 16 września 1941 abdykował | Abbas Ali Nousz Afrin           |
| 2 | Mohammad Reza Pahlawi |          | 26 października 1919 Teheran | 27 lipca 1980 Kair         | 16 września 1941 | 11 lutego 1979 usunięty    | Reza Szah Pahlawi Tadż ol-Moluk |